# Продулешть
Продулешть, Продулешті (рум. Produlești) — село у повіті Димбовіца в Румунії. Входить до складу комуни Продулешть.
Село розташоване на відстані 55 км на північний захід від Бухареста, 24 км на південь від Тирговіште, 141 км на схід від Крайови, 105 км на південь від Брашова.

## Населення
За даними перепису населення 2002 року у селі проживали 1406 осіб, усі — румуни. Усі жителі села рідною мовою назвали румунську.